# Avalanche (Pleasure Beach, Blackpool)
Pour les articles homonymes, voir Avalanche (homonymie).
Avalanche sont des montagnes russes bobsleigh du parc Pleasure Beach, Blackpool, situé à Blackpool, dans le Lancashire, au Royaume-Uni.

## Statistiques
- Trains : 3 trains de 7 wagons. Les passagers sont placés à deux alignés par rangée pour un total de 14 passagers par train.